# 彩蛇龍屬
彩蛇龍屬是獸腳亞目恐龍的一屬，生存於下白堊紀的澳洲。

## 化石與命名
彩蛇龍的化石發現於南澳大利亞州的安達摩卡，是一根脛骨，經過了很罕見的化石化過程而成為蛋白石。在1973年，一間寶石店收購這根蛋白石脛骨。古生物學家Neville Pledge試圖購買這些化石，但先被暱名買者買走。在2004年，南澳大利亞博物館以2萬2000美金的價格買回這個化石。
在1980年，拉弗·莫納兒（Ralph Molnar）等人將些化石正式命名。屬名是來自澳洲原住民神話中的彩虹蛇；種名則是以當地部落Kujani為名。
這根蛋白石脛骨被標名為全鑄型標本（邊號SAM P17926），發現於海相的Marree組地層，地質年代為阿普第階。一個足部趾爪被標名為邊號SAM P18010標本，這個足部趾爪被推測可能來自於同一個體。此外，還發現一些小型腓骨碎片。
這根蛋白石脛骨斷裂成約10個碎片，總長度應該約為33公分。脛骨非常修長，可發現距骨升突的痕跡，距骨升突似乎長而狹窄。

## 古生物學
彩蛇龍被認為是二足肉食性恐龍，身長約2到3公尺。彩蛇龍似乎有著修長的後肢，與其他獸腳亞目相比，彩蛇龍的後肢較高、較窄。彩蛇龍是於1980年被正式命名的。

## 分類
由於化石的狀態破碎，目前很難確定彩蛇龍的種系發生學位置。拉弗·莫納兒等人將彩蛇龍歸類於獸腳亞目的分類未定屬。根據修長的脛骨、狹長的距骨升突，彩蛇龍可能屬於虛骨龍類的偷蛋龍下目。在2005年，奧利佛·勞赫（Oliver Rauhut）提出阿貝力龍超科也有類似的距骨升突。

## 外部連結
- Kakuru kujani on Alphalink.com.au by Molnar and Pledge, 1980.
- The Theropod Database on Kakuru